# Абдалов, Атаджан
Атаджан Абда́лов (1856, Хива — 1927) — первый узбекский книгопечатник, основатель книгопечатания на территории Хорезма.

## Биография
Мало известно о его детстве и юности. Заинтересовался техникой воспроизведения изображения на бумаге. Выходец из Ирана Ибрагим-султан, приехавший в Хорезм, поделился с ним секретами книгопечатания. Узнав об относительной простоте литографского способа печати, он в 1874 году закупил необходимое оборудование и открыл первую в Средней Азии литографию. Этот вид печати был действительно очень прост — на камень, с которого производилась печать, наносился текст со специальной бумаги и с помощью станка печатался на обычной бумаге.
В литографиях выпускались произведения классиков узбекской и классической литературы — таких, как Алишер Навои, Мунис Хорезми, Мирза Абдукарим, Машраб, Агахи и других.

## Карьера
Вслед за первыми предприятиями стали открываться новые, преследовавшие в основном коммерческие цели. Их главной продукцией были учебники, использовавшиеся в медресе. Особым спросом пользовались такие книги, как «Хафтияк» — отрывки из Корана, «Чоркитоб» — описание мусульманских обрядов, и другие